# Phasianella aethiopica
Phasianella aethiopica là một loài ốc biển, là động vật thân mềm chân bụng sống ở biển thuộc họ Phasianellidae.

## Hình ảnh

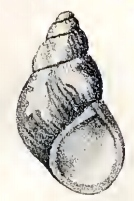